# اوکالیتوس هیلز (کالیفرنیا)
اوکالیتوس هیلز (به انگلیسی: Eucalyptus Hills) یک منطقهٔ مسکونی در ایالات متحده آمریکا است که در شهرستان سن دیگو، کالیفرنیا واقع شده‌است. اوکالیتوس هیلز ۱۲٫۳۶۴ کیلومتر مربع مساحت و ۵٬۳۱۳ نفر جمعیت دارد و ۱۹۱٫۱۱ متر بالاتر از سطح دریا واقع شده‌است.